# Saint-Fortunat-sur-Eyrieux
Saint-Fortunat-sur-Eyrieux ist eine französische Gemeinde am östlichen Rand des Zentralmassivs im Département Ardèche und in der Region Auvergne-Rhône-Alpes. Sie gehört zum Kanton Rhône-Eyrieux und zum Arrondissement Privas. Sie grenzt im Norden an Saint-Julien-le-Roux, im Nordosten an Gilhac-et-Bruzac, im Südosten an Saint-Laurent-du-Pape, im Süden an Saint-Cierge-la-Serre, im Südwesten an Saint-Vincent-de-Durfort und im Westen an Dunière-sur-Eyrieux.

## Bevölkerungsentwicklung
| Jahr                       | 1962 | 1968 | 1975 | 1982 | 1990 | 1999 | 2008 | 2017 |
| -------------------------- | ---- | ---- | ---- | ---- | ---- | ---- | ---- | ---- |
| Einwohner                  | 786  | 728  | 633  | 543  | 531  | 542  | 714  | 775  |
| Quellen: Cassini und INSEE |      |      |      |      |      |      |      |      |

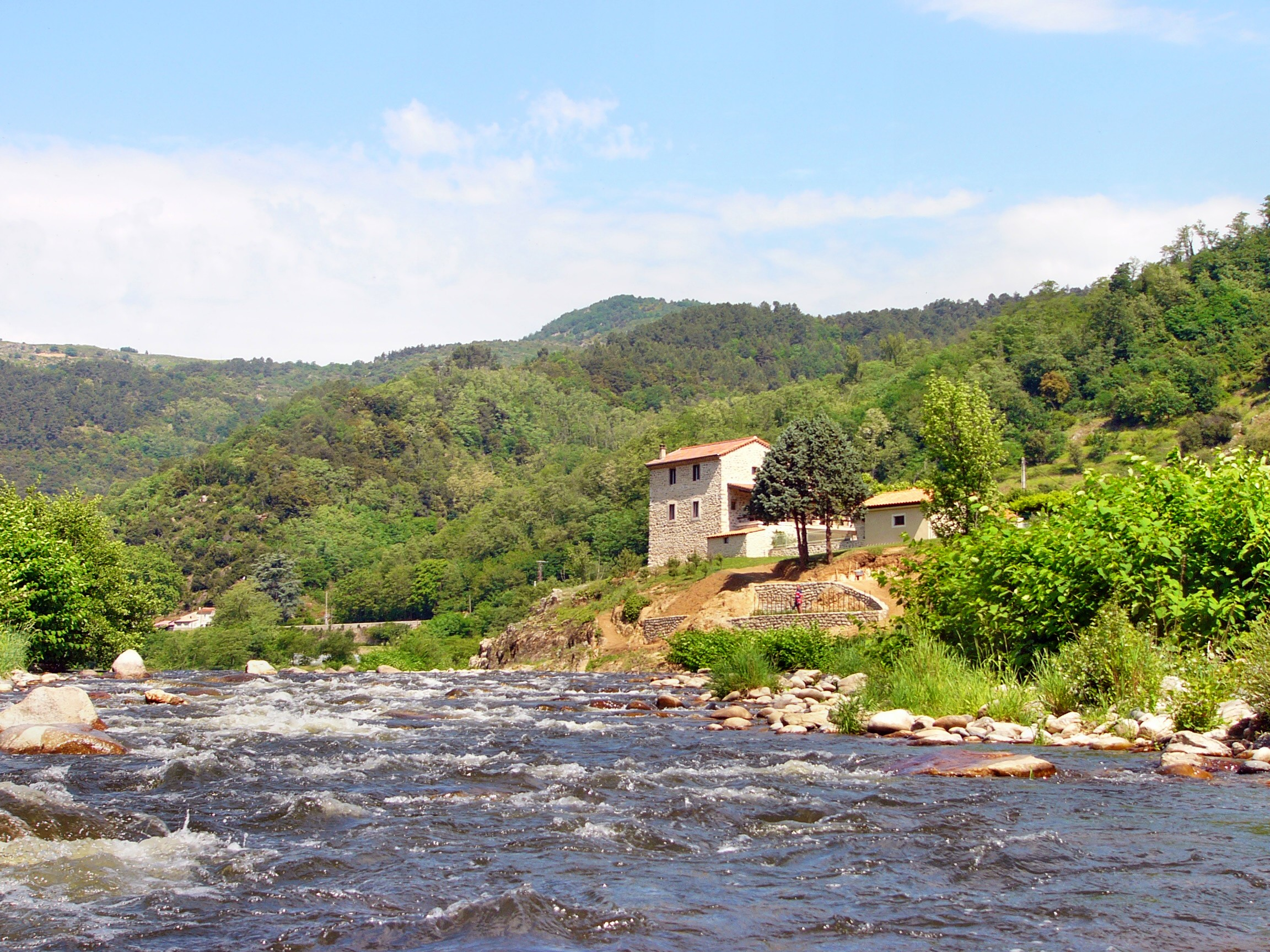
Der Eyrieux bei Saint-Fortunat-sur-Eyrieux im Regionalen Naturpark Monts d’Ardèche
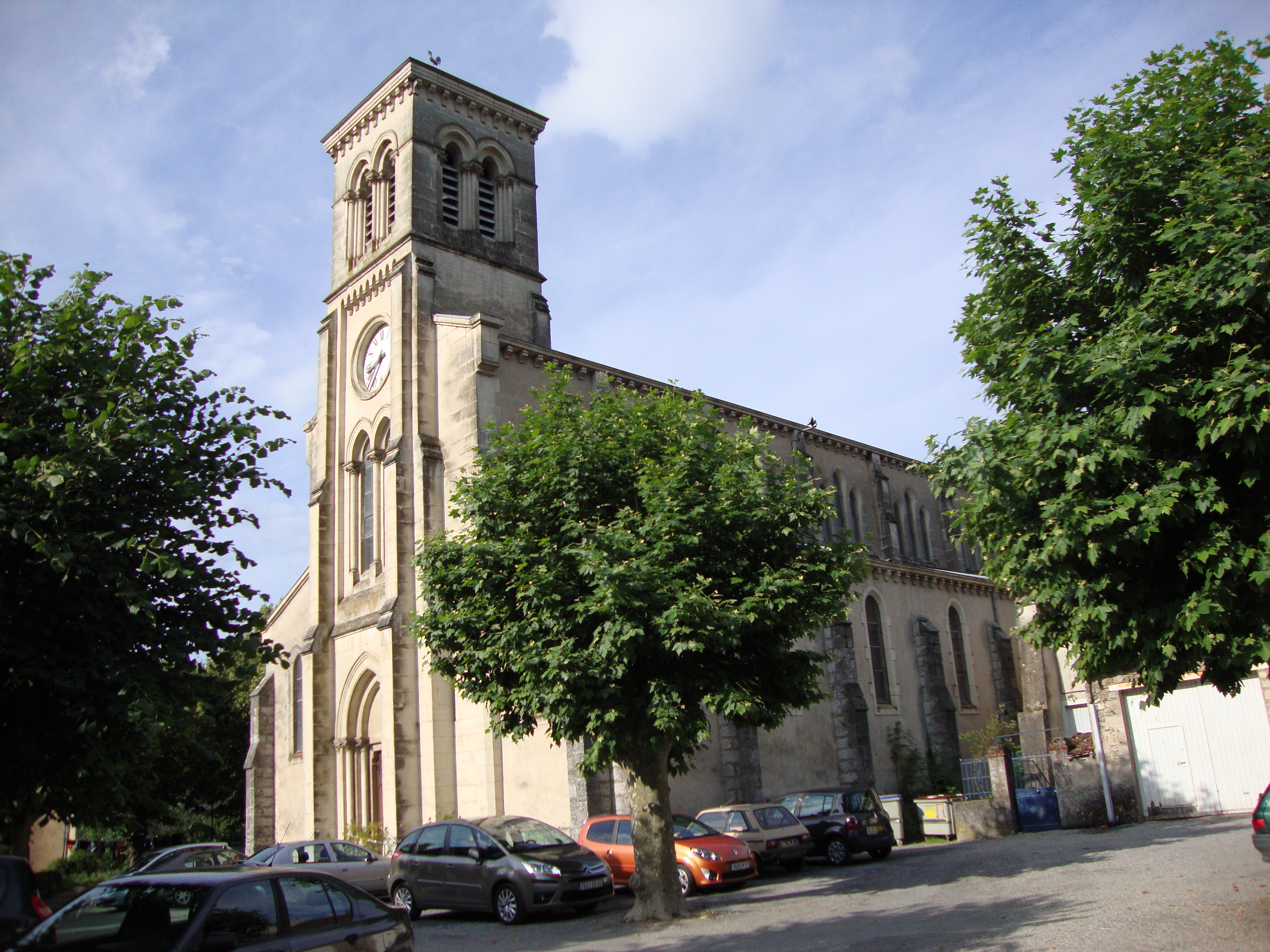
Kirche Saint-Fortunat